# 마리암만

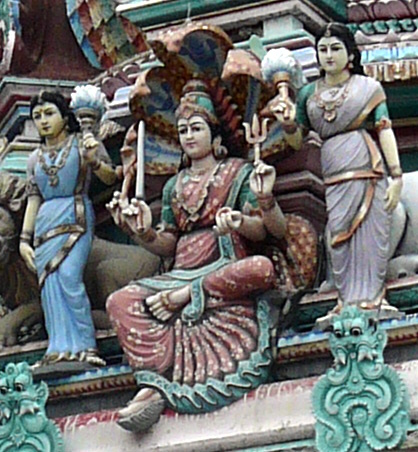
싱가포르의 스리 마리암만 신전(Sri Mariamman Temple)의 마리암만 조각상: 네 개의 팔을 가지고 있으며 그 중 한 손에 트리슐라(Trishula)를 들고 있다

마리암만(타밀어: மாரியம்மன் Mariamman)은 질병 · 비 · 보호의 힌두교 여신으로 주로 인도 남부의 타밀나두 · 카르나타카 · 안드라프라데시 · 마하라슈트라의 농촌 지역에서 숭배되고 있는 여신이다. 지니고 다니는 무기는 인도와 동남아시아에서 발견되는 일종의 삼지창인 트리슐라(Trishula)이다.
마리암만은 마리아아이(마라티어: मरी आई Mariaai) 또는 마아리암마(타밀어: மாரியம்மா Maariamma)라고도 불리는데, 이 세 낱말은 모두 "어머니 마리(Mother Mari)"를 뜻한다. 또한 줄여서 마리(타밀어: மாரி Māri) 또는 암만(타밀어: அம்மன் Amman)이라고도 불리는데, "암만"은 어머니의 뜻이다.
시탈라 데비(Shitala Devi)는 마리암만에 대응하는 인도 북부의 힌두교 여신이다. 마리암만은 또한 힌두교의 주요 여신들인 파르바티와 두르가와 밀접히 관련되어 있다.